# Unbreakable Machine-Doll
Unbreakable Machine-Doll (jap. 機巧少女は傷つかない Mashin-dōru wa kizutsukanai) – seria light novel napisana przez Reijiego Kaitō i zilustrowana przez Ruroo, publikowana od listopada 2009 do lipca 2017 pod imprintem MF Bunko J wydawnictwa Media Factory.
Adaptacja w formie mangi autorstwa Hakaru Takagiego ukazuje się na łamach magazynu „Gekkan Comic Alive” wydawnictwa Media Factory od 2010.
Na podstawie powieści studio Lerche wyprodukowało serial anime, który emitowany był od października do grudnia 2013.

## Fabuła
W alternatywnej wersji dwudziestowiecznej Wielkiej Brytanii, naukowcy stworzyli nową dziedzinę znaną jako mechanosztuka, będącą połączeniem technologii oraz magii. Powstałe przy jej użyciu mechaniczne automaty zostały opracowane jako broń wojskowa i rozprzestrzeniły się na całym świecie, ludzie zaś za nie odpowiedzialni znani są jako lalkarze.
Lalkarz o imieniu Raishin Akabane przybywa z Japonii do Liverpoolu, aby uczyć się w Królewskiej Akademii Mechanosztuki im. Walpurgii, wraz ze swoim automatem Yayą. Raz na cztery lata, Akademia organizuje konkurs, w którym lalkarze wykorzystują swoje automaty do walki w nadziei na zdobycie tytułu Mędrca. Raishin, dołącza jednak do szkoły i zawodów, aby zemścić się na tajemniczym geniuszu, który zabił pozostałych członków jego rodziny.

## Bohaterowie
- Raishin Akabane (jap. 赤羽 雷真 Akabane Raishin)

Seiyū: Hiro Shimono 
- Yaya (jap. 夜々)

Seiyū: Hitomi Harada 
- Irori (jap. いろり)

Seiyū: Ai Kayano 
- Komurasaki (jap. 小紫)

Seiyū: Yui Ogura 
- Charlotte Belew (jap. シャルロット・ブリュー Sharurotto Buryū)

Seiyū: Megumi Takamoto 
- Frey (jap. フレイ Furei)

Seiyū: Kana Asumi 
- Loki (jap. ロキ Roki)

Seiyū: Nobuhiko Okamoto 
- Shouko Karyuusai (jap. 花柳斎 硝子 Karyūsai Shōko)

Seiyū: Yukana 
- Sigmund (jap. シグムント Shigumunto)

Seiyū: Jōji Nakata 

## Light novel
Pierwszy tom został wydany 21 listopada 2009 nakładem wydawnictwa Media Factory pod imprintem MF Bunko J, natomiast premiera ostatniego, 17. tomu miała miejsce 25 lipca 2017. Do specjalnego wydania 4. tomu została dołączona drama CD. W czerwcu 2017 Kadokawa wydała reklamę promującą zakończenie serii.
| Nr | Data wydania (język japoński) | ISBN (język japoński)  |
| -- | ----------------------------- | ---------------------- |
| 1  | 21 listopada 2009             | ISBN 978-4-8401-3085-1 |
| 2  | 25 marca 2010                 | ISBN 978-4-8401-3245-9 |
| 3  | 21 lipca 2010                 | ISBN 978-4-8401-3452-1 |
| 4  | 20 listopada 2010             | ISBN 978-4-8401-3579-5 |
| 5  | 22 marca 2011                 | ISBN 978-4-8401-3854-3 |
| 6  | 22 lipca 2011                 | ISBN 978-4-8401-3973-1 |
| 7  | 21 grudnia 2011               | ISBN 978-4-8401-4336-3 |
| 8  | 23 kwietnia 2012              | ISBN 978-4-8401-4549-7 |
| 9  | 22 września 2012              | ISBN 978-4-8401-4820-7 |
| 10 | 24 stycznia 2013              | ISBN 978-4-8401-4959-4 |
| 11 | 23 maja 2013                  | ISBN 978-4-8401-5183-2 |
| 12 | 21 września 2013              | ISBN 978-4-8401-5415-4 |
| 13 | 22 lutego 2014                | ISBN 978-4-04-066308-1 |
| 14 | 24 października 2014          | ISBN 978-4-04-066910-6 |
| 15 | 25 września 2015              | ISBN 978-4-04-067470-4 |
| 16 | 25 lipca 2017                 | ISBN 978-4-04-069286-9 |
| 17 | 25 lipca 2017                 | ISBN 978-4-04-069287-6 |

## Manga
Adaptacja w formie mangi autorstwa Hakaru Takagiego rozpoczęła publikację 27 kwietnia 2010 w magazynie „Gekkan Comic Alive” wydawnictwa Media Factory. Jej pierwszy tom tankōbon został wydany 22 listopada 2010, a do 23 marca 2016 ukazało się łącznie 9 tomów. Do specjalnego wydania 1. tomu. została dołączona drama CD.
W Polsce prawa do dystrybucji mangi wykupiło Studio JG.
| Nr | Język japoński       | Język japoński         | Język polski         | Język polski           |
| Nr | Data wydania         | ISBN                   | Data wydania         | ISBN                   |
| -- | -------------------- | ---------------------- | -------------------- | ---------------------- |
| 1  | 22 listopada 2010    | ISBN 978-4-8401-3378-4 | 24 października 2014 | ISBN 978-83-8001-027-7 |
| 2  | 23 marca 2011        | ISBN 978-4-8401-3768-3 | 22 stycznia 2015     | ISBN 978-83-8001-040-6 |
| 3  | 22 października 2011 | ISBN 978-4-8401-4049-2 | 30 marca 2015        | ISBN 978-83-8001-052-9 |
| 4  | 23 marca 2012        | ISBN 978-4-8401-4433-9 | 17 czerwca 2015      | ISBN 978-83-8001-067-3 |
| 5  | 21 września 2012     | ISBN 978-4-8401-4726-2 | 9 października 2015  | ISBN 978-83-8001-084-0 |
| 6  | 23 maja 2013         | ISBN 978-4-8401-5058-3 | 18 grudnia 2015      | ISBN 978-83-8001-099-4 |
| 7  | 21 września 2013     | ISBN 978-4-8401-5323-2 | 26 lutego 2016       | ISBN 978-83-8001-108-3 |
| 8  | 23 września 2014     | ISBN 978-4-0406-6815-4 | 26 czerwca 2016      | ISBN 978-83-8001-129-8 |
| 9  | 23 marca 2016        | ISBN 978-4-04-068205-1 | 27 października 2017 | ISBN 978-83-8001-241-7 |

Spin-off autorstwa Misato Kamady, zatytułowany Gene Metallica: Unbreakable Machine-Doll Re:Acta (jap. ジーンメタリカ-機巧少女は傷つかない Gīn metarika -Mashīn-dōru wa kizutsukanai Re:Acta-), ukazywał się na łamach magazynu „Gekkan Comic Gene” między 15 kwietnia 2013 a 15 kwietnia 2014. Manga została również wydana w dwóch tankōbonach.
| Nr | Data wydania (język japoński) | ISBN (język japoński)  |
| -- | ----------------------------- | ---------------------- |
| 1  | 27 września 2013              | ISBN 978-4-8401-5330-0 |
| 2  | 27 maja 2014                  | ISBN 978-4-0406-6564-1 |

## Anime
Adaptacja w formie telewizyjnego serialu anime była emitowana od 7 października do 23 grudnia 2013 w stacji AT-X, a później również w Tokyo MX, ytv, TV Aichi i BS11. Za produkcję odpowiada studio Lerche, natomiast za reżyserię Kinji Yoshimoto. Scenariusz napisała Yūko Kakihara, postacie zaprojektowała Atsuko Watanabe, a muzykę skomponował Masaru Yokoyama. Seria adaptuje pierwsze trzy tomy powieści. Motywem otwierającym jest „Anicca” autorstwa Hitomi Harady, kończącym zaś „Maware! Setsugetsuka” (jap. 回レ! 雪月花) w wykonaniu Hitomi Harady, Ai Kayano i Yui Ogury. Między 25 grudnia 2013 a 28 maja 2014 zostało również wydanych sześć odcinków OVA na Blu-ray i DVD.